# Köprühisar
Köprühisar (grafia oficial en turc o Köprü Hişärı (és a dir, "Fortalesa" (Köprü) "del pont" (Hişärı)) és una petita localitat turca de la província de Bursa, a la riba del torrent de Kocasu, districte de Yenişehir. Era una fortalesa romana d'Orient i el 1289 fou atacada per Osman I, el primer emir otomà (osmanlí) que tenia seu a Eskişehir i havia ocupat poc abans Bilecik. Osman va conquerir el castell i va iniciar l'expansió otomana.